# Kościół Narodzenia Najświętszej Marii Panny w Libuszy
Kościół Narodzenia Najświętszej Marii Panny – rzymskokatolicki kościół z 1513 roku, który znajdował się w Libuszy. Kościół spłonął w lutym 1986 roku, odbudowany spłonął ponowie w lutym 2016 roku. W roku 2019 rozebrany.
Obiekt leżał na szlaku architektury drewnianej w Województwie Małopolskim. Uznawany był za jeden z najlepiej zachowanych kościołów drewnianych w Małopolsce.

## Historia
Pierwszy kościół istniał w Libuszy już w 1321 roku, następny został zbudowany w 1431 roku. Kościół Narodzenia Najświętszej Marii Panny zbudowano krótko przed 1513 r., wieżę dobudowano w 1609 roku. Świątynię odnawiano w 1681, 1873 i kilkakrotnie w drugiej połowie XX wieku. Spalił się 14 lutego 1986 roku. Na przełomie XX i XXI wieku został odbudowany w surowym stanie, z funduszy konserwatorskich. Spłonął ponownie po 30 latach w nocy z 1 na 2 lutego 2016 roku. Z ewidencji zabytków wykreślony został w marcu 2019 roku. W tym samym czasie rozpoczęło się sprzątanie pogorzeliska.

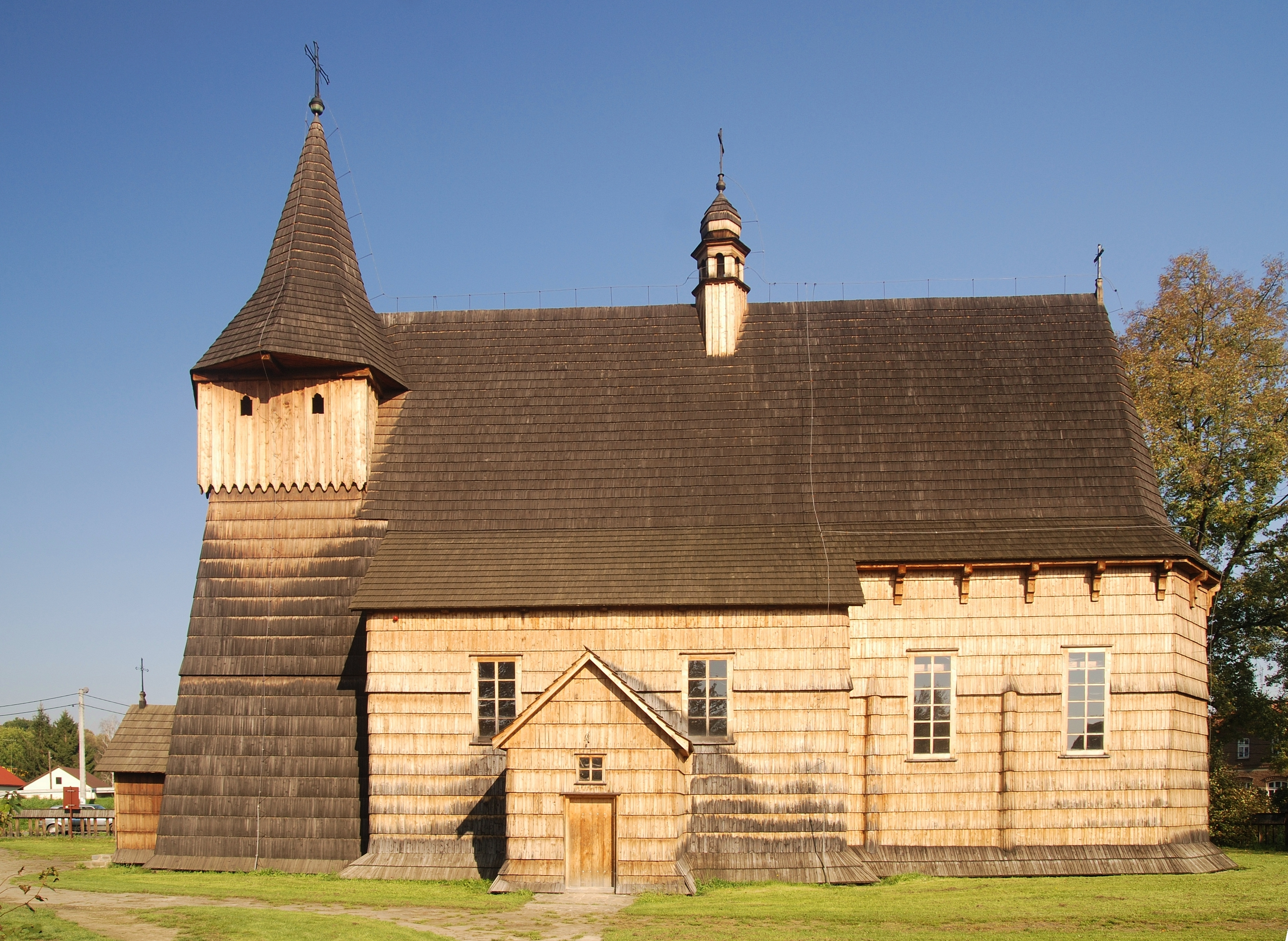
Elewacja południowa (2014)
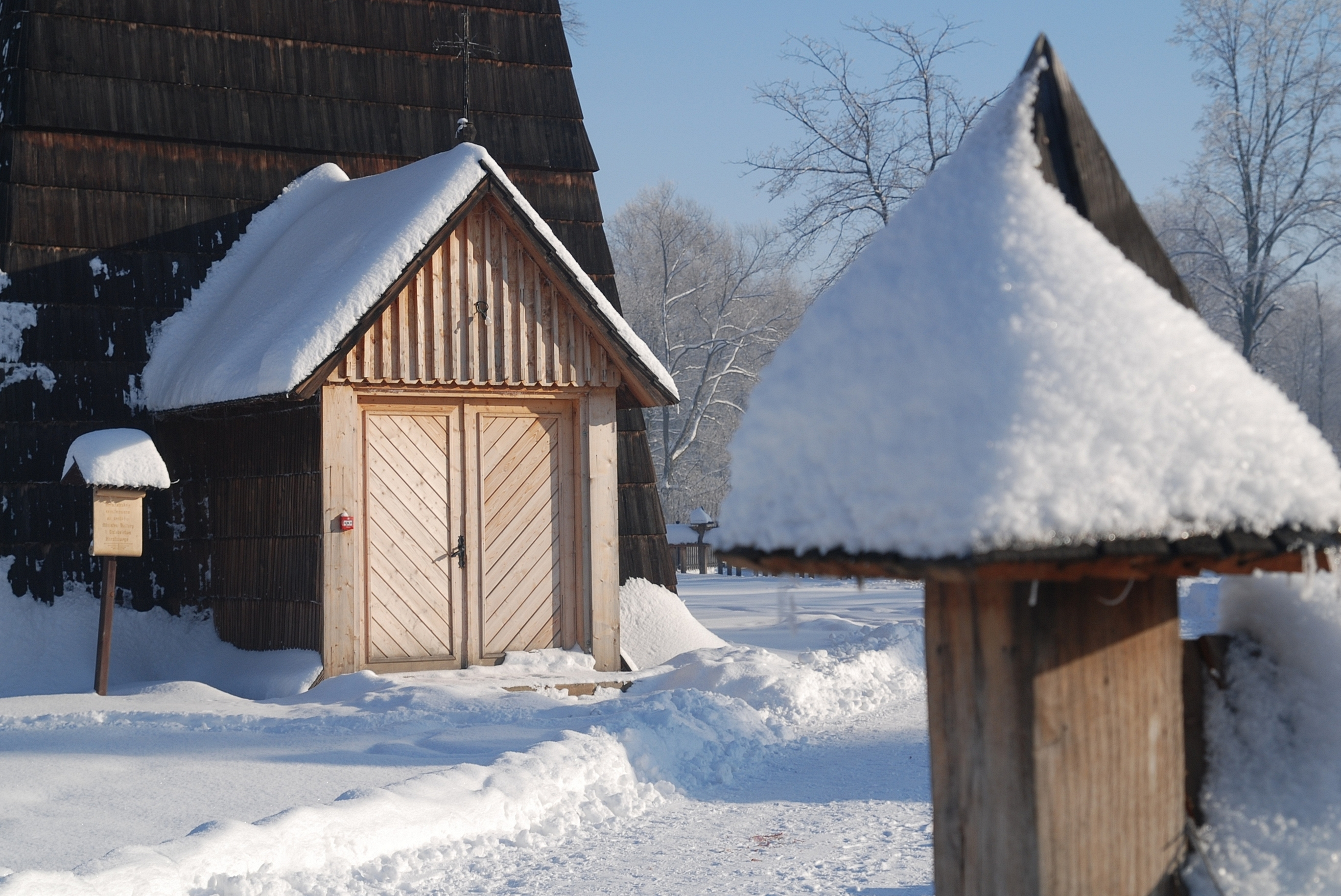
Wejście (2010)
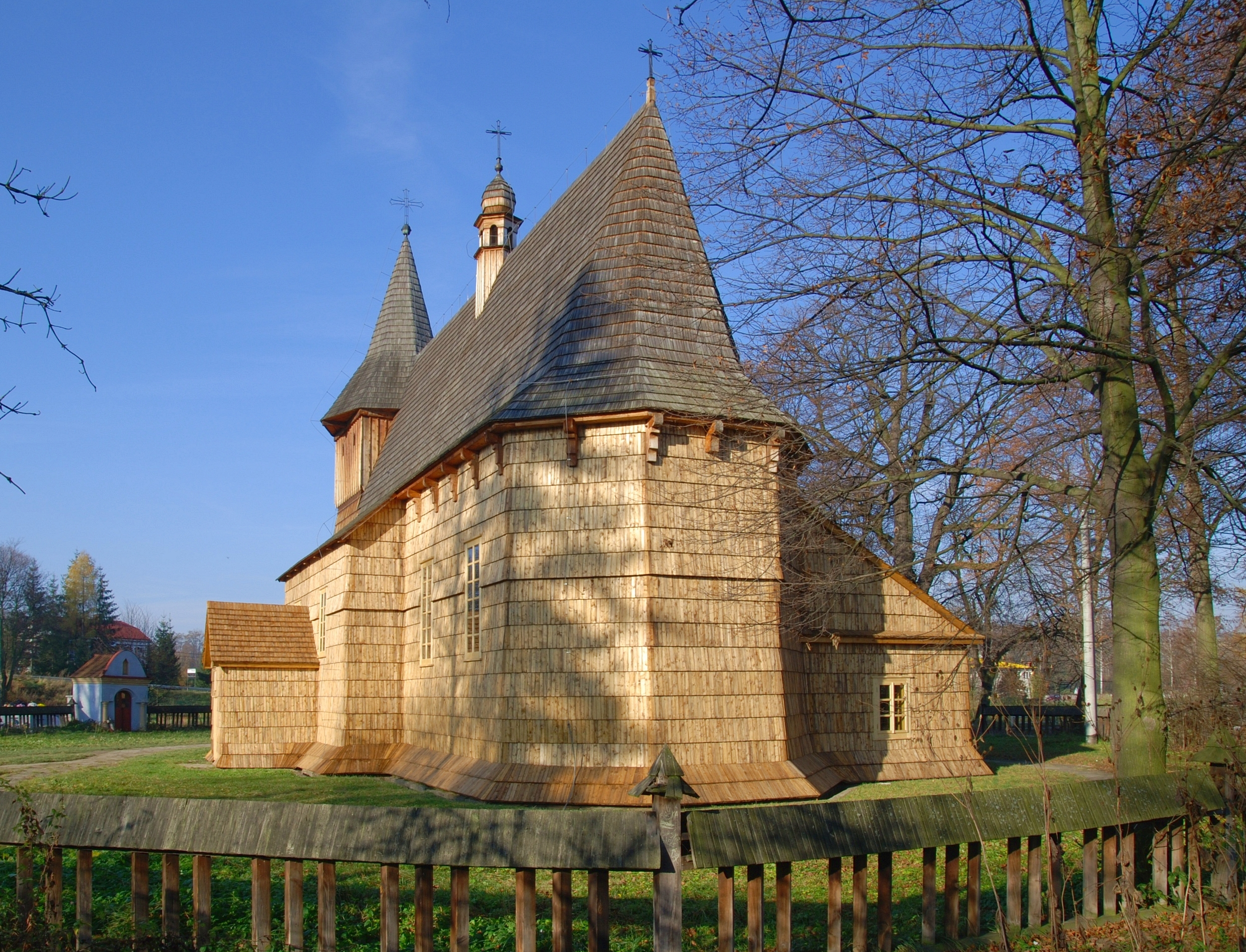
Elewacja wschodnia (2008)

## Architektura i wyposażenie
Budowla drewniana, konstrukcji zrębowej, jednonawowa, z wieżą dostawioną w osi do nawy, pierwotnie cała pobita gontem. Nakryta stromym dachem o łamanych połaciach, krytym gontem, jednolitym nad prezbiterium i nawą, przez co spływał niżej nad boki nawy. Na kalenicy dachu wieżyczka na sygnaturkę, kryta barokowym hełmem. Wieża konstrukcji słupowo-ramowej o pochyłych ścianach, z nieznacznie nadwieszoną izbicą, nakryta ośmiobocznym dachem namiotowym o nieco załamanych połaciach.

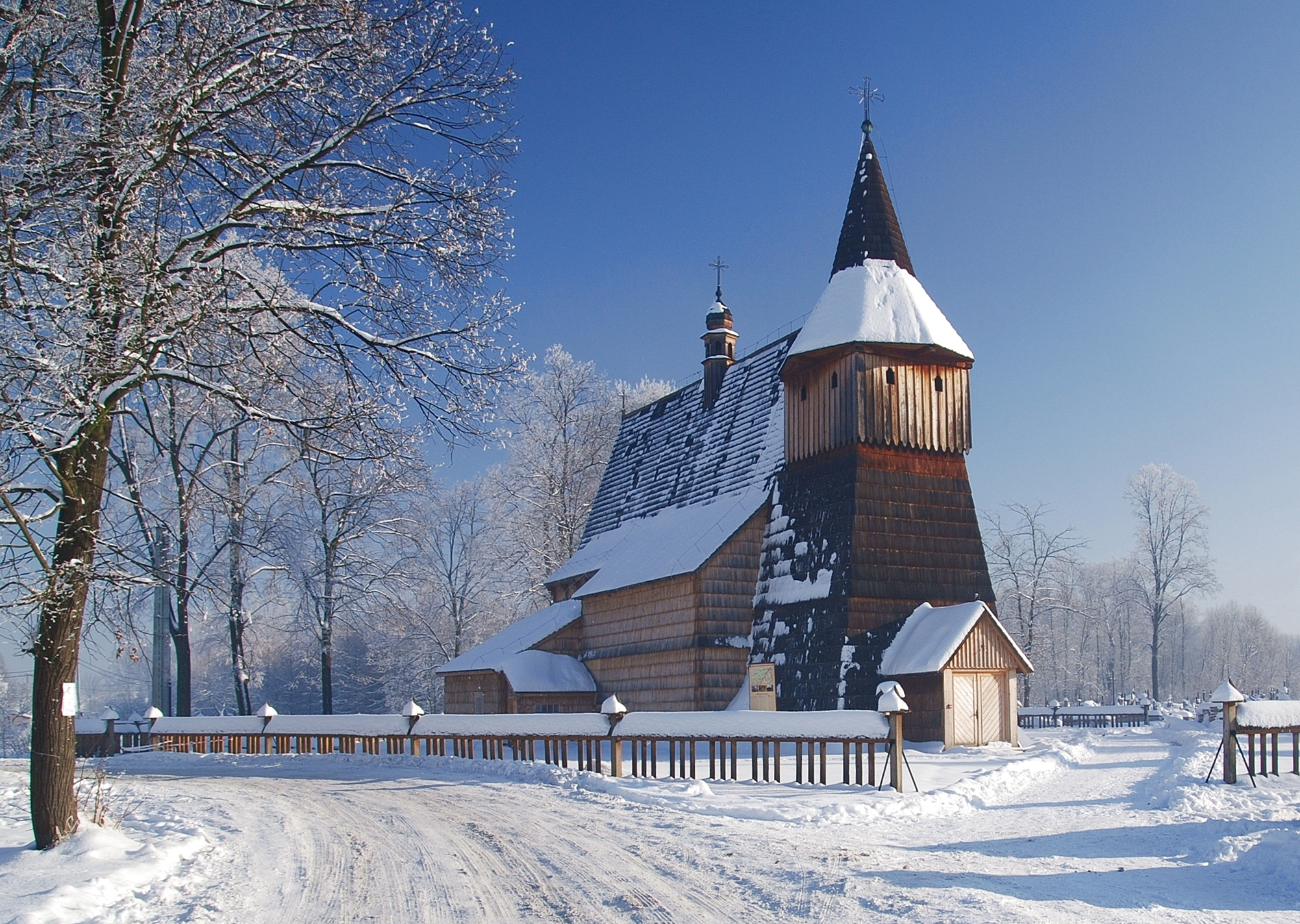
Widok od strony zachodniej (2010)
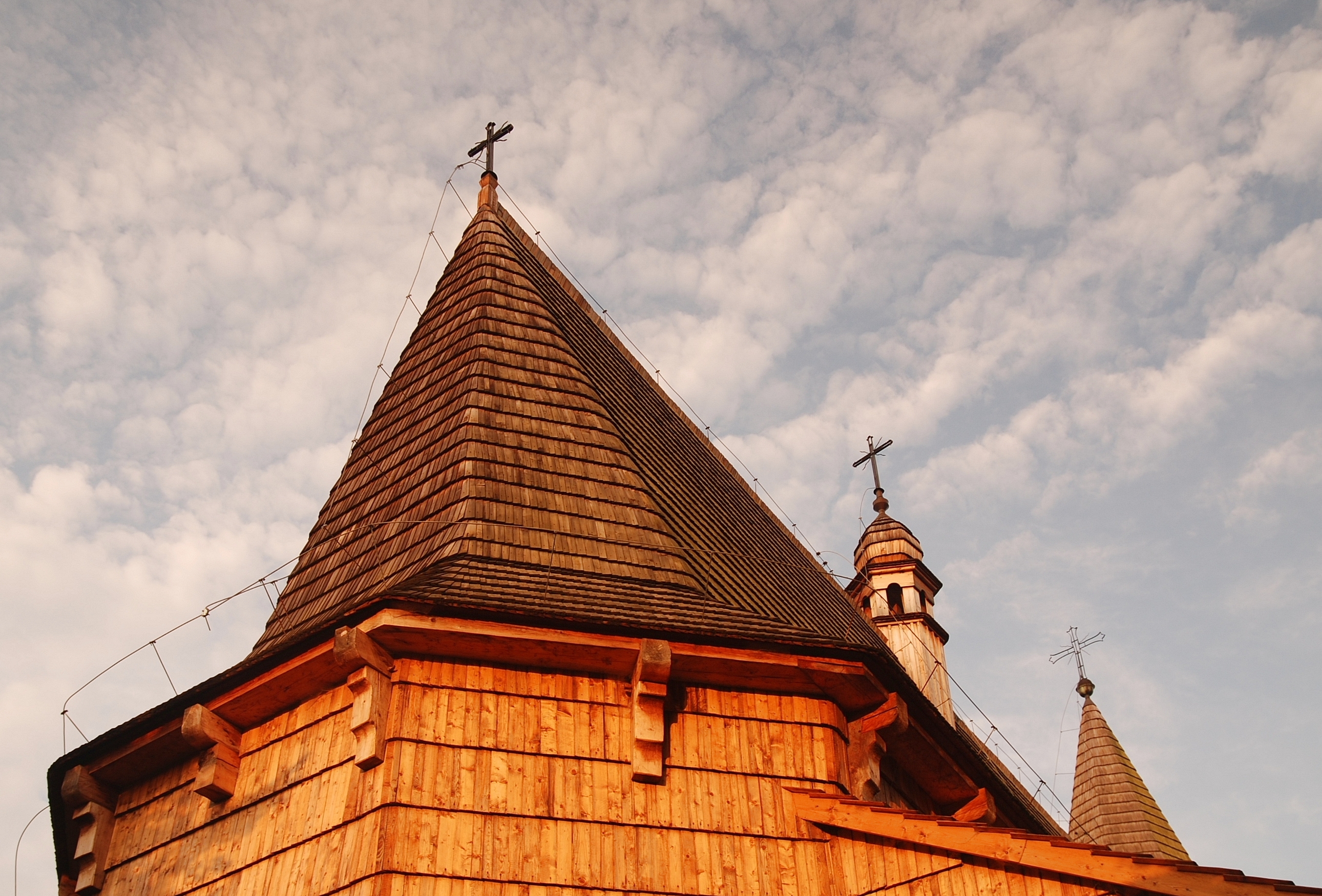
Wieże (2009)
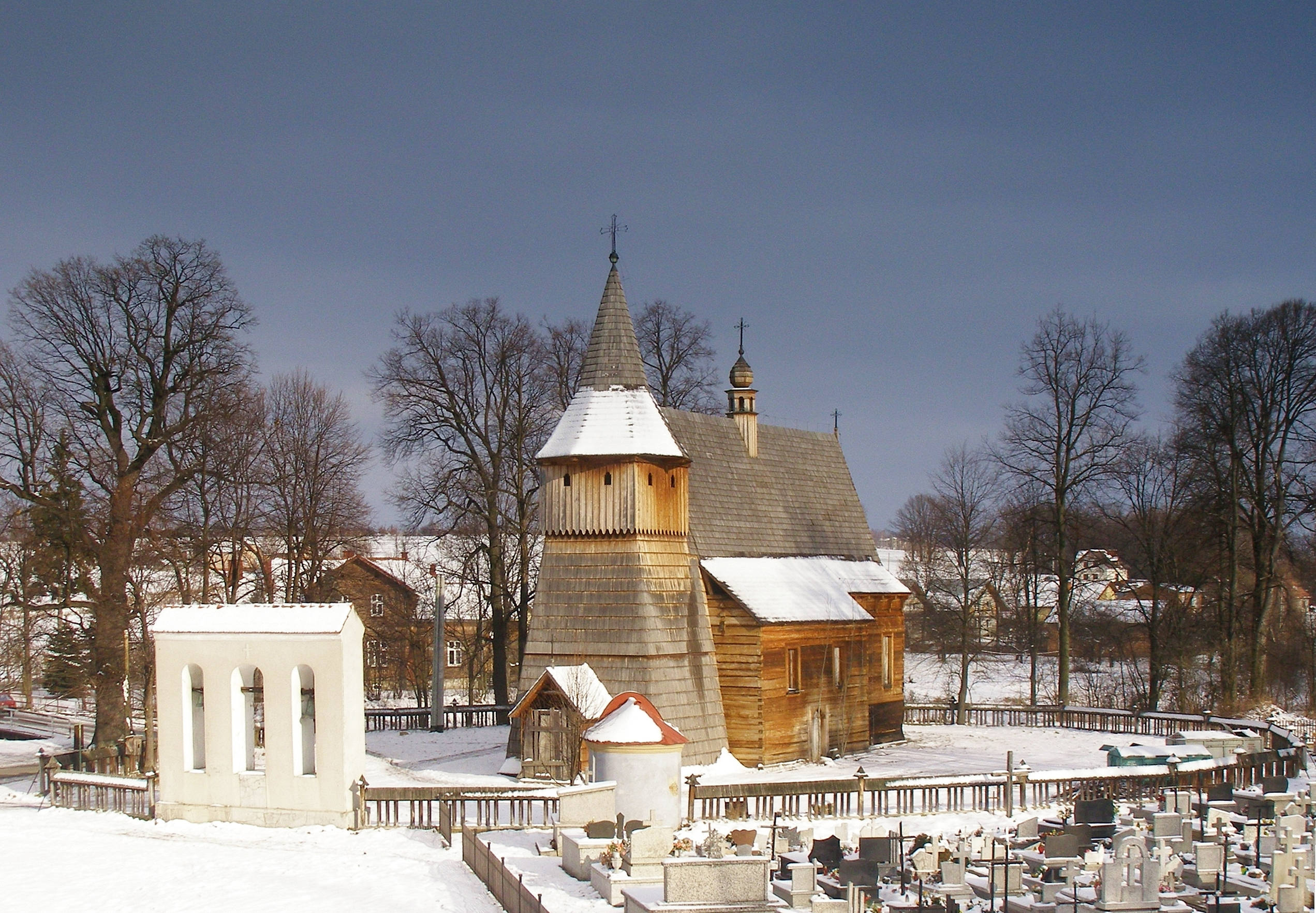
Widok ogólny (2007)

Strop w nawie i prezbiterium wsparty na kroksztynach, ozdobnie profilowanych. Polichromia stropu i jego zaskrzynień w nawie, późnogotycka, pochodziła z 1523 r., zaś ścian z 1601. Malowidła te były później dwukrotnie restaurowane (w 1873 r. i w latach 1954–1956). Strop został podzielony na 12 pól, wypełnionych ornamentacją roślinną i scenami figuralnymi, przedstawiającymi (licząc od ołtarza głównego):
| - Zwiastowanie Pańskie - Nawiedzenie Najświętszej Maryi Panny - św. Barbara - św. Filomen - Matka Boska Adorująca Dzieciątko - św. Stanisław | - Święty Wojciech - Święta Anna Samotrzecia - Biczowanie Chrystusa - Koronowanie Cierniem - Święty Jerzy - św. Marcin |

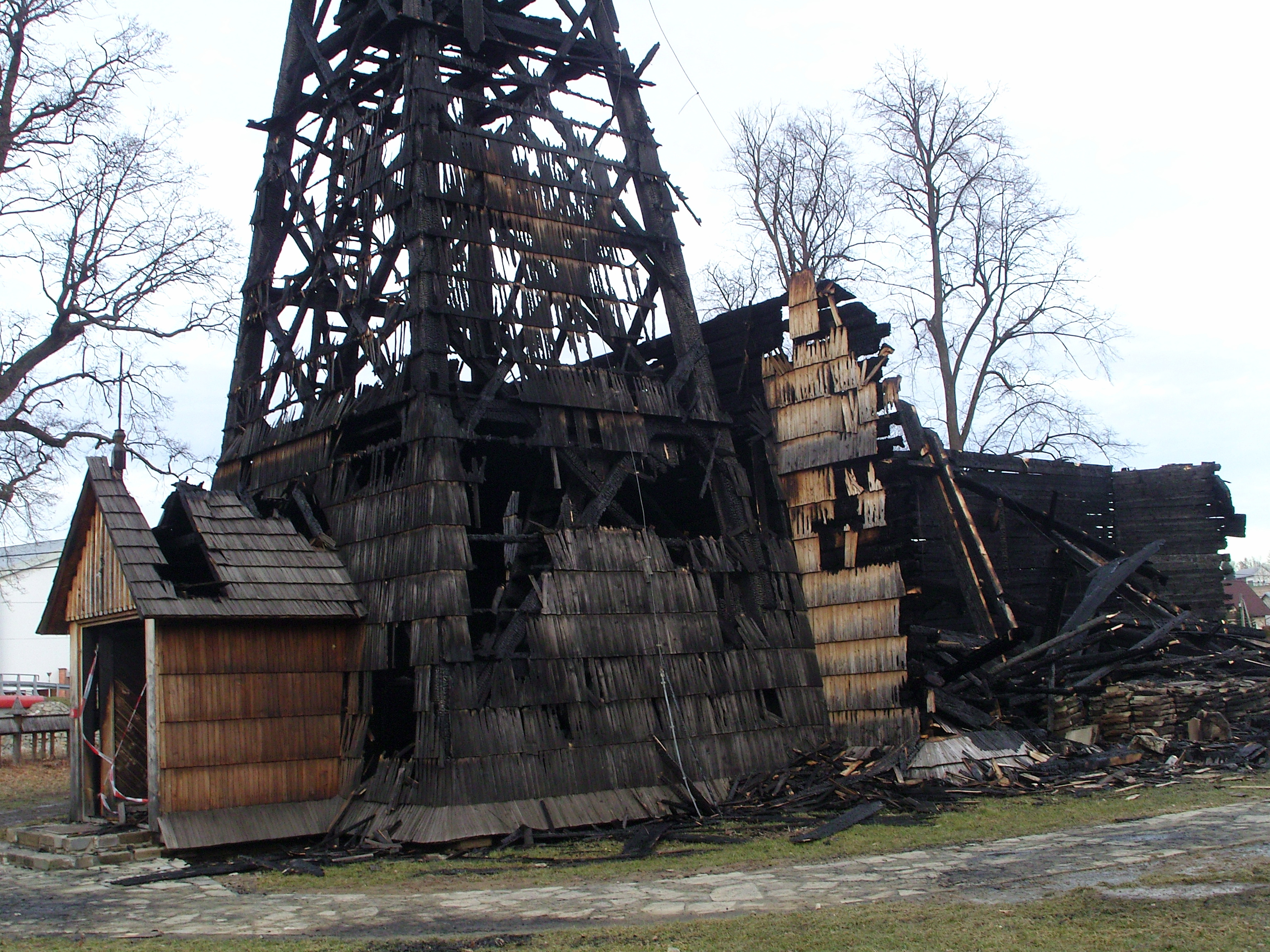
Pożar (2016)
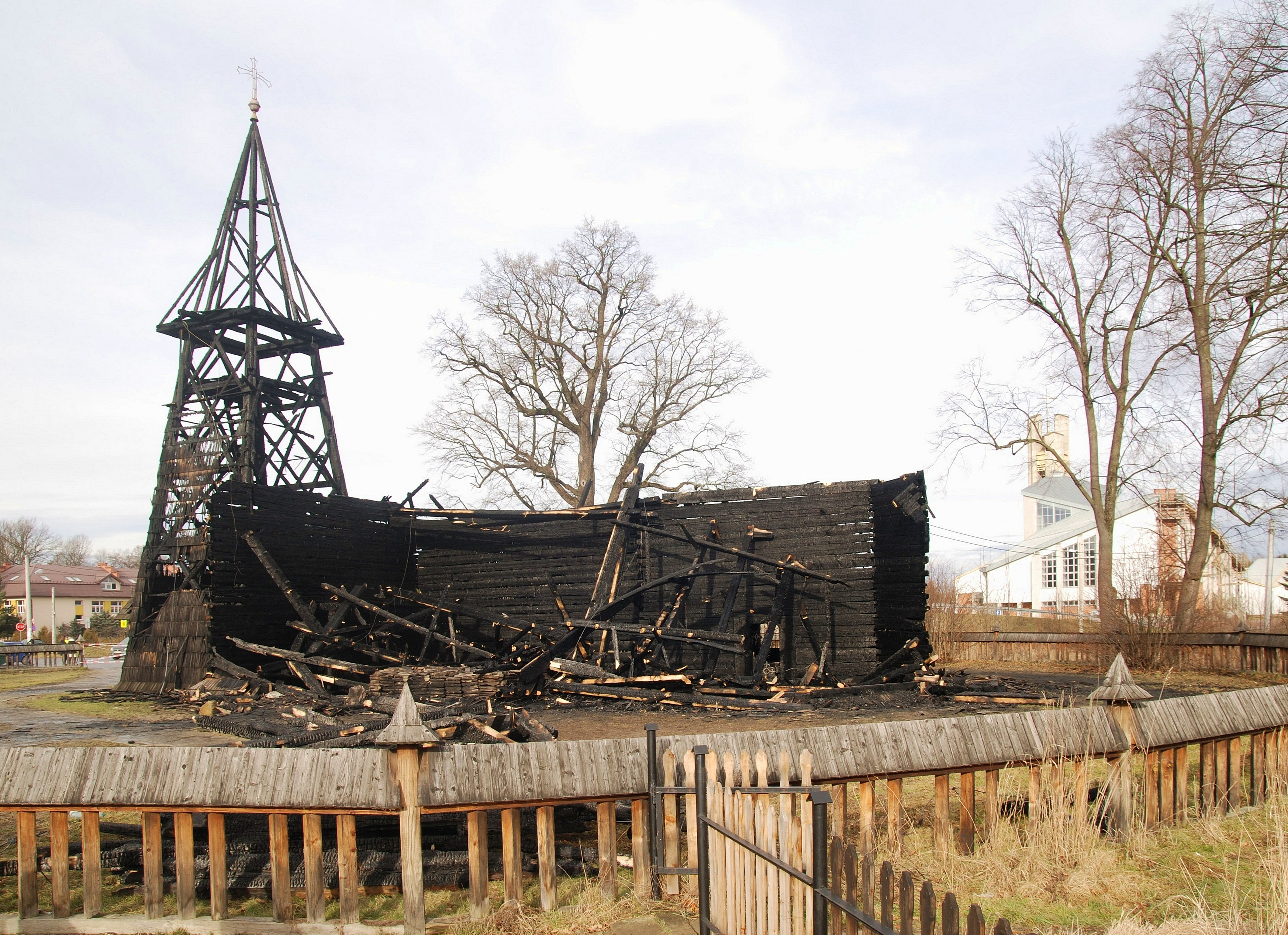
Pożar (2016)
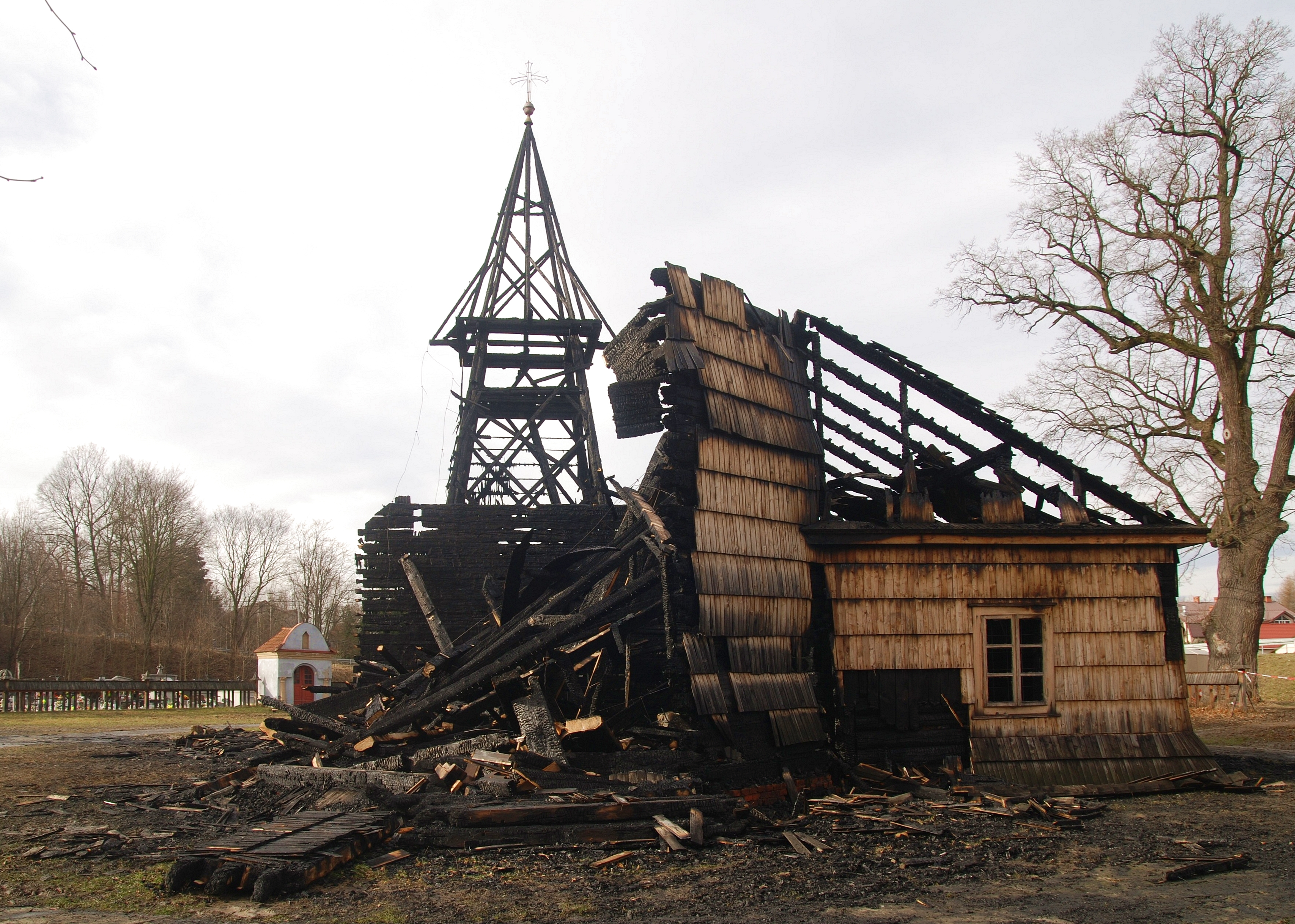
Pożar (2016)

Malowidła na ścianach nawy i prezbiterium z 1601 r., zamalowane w 1873 r., zostały odkryte w latach pięćdziesiątych XX wieku. Późnobarokowy ołtarz główny pochodził z początku XVIII wieku. Ołtarze boczne: lewy późnorenesansowy z I poł. XVII wieku, prawy barokowy z poł. XVII wieku. Najcenniejszym elementem wyposażenia był tryptyk gotycko-renesansowy z ok. 1523 r., dzieło tego samego artysty co polichromia stropu.

## Otoczenie kościoła
Na terenie przykościelnym stała współczesna, murowana dzwonnica, zwieńczona dużym blaszanym dachem. Kościół otacza drewniane ogrodzenie.

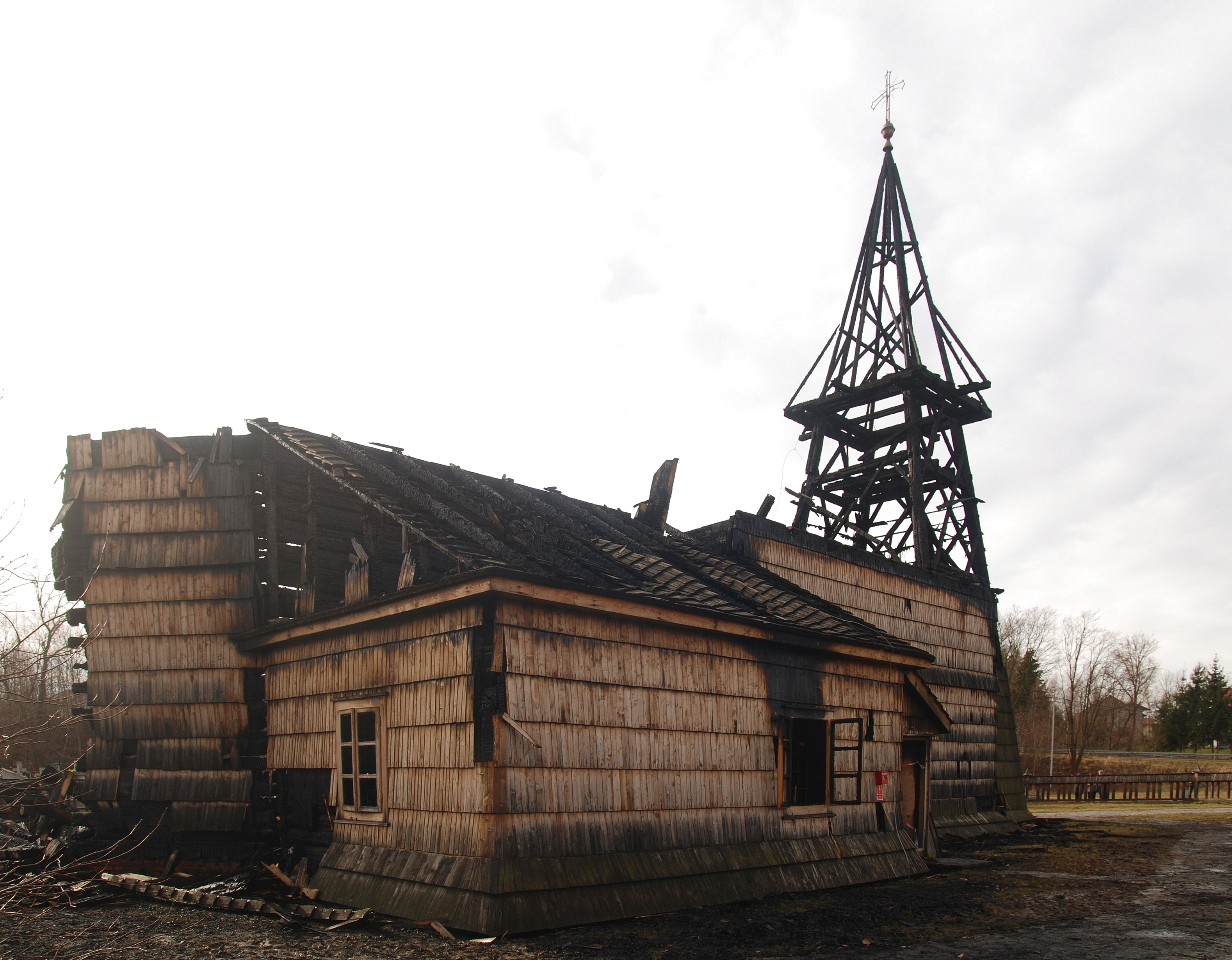
Pożar (2016)
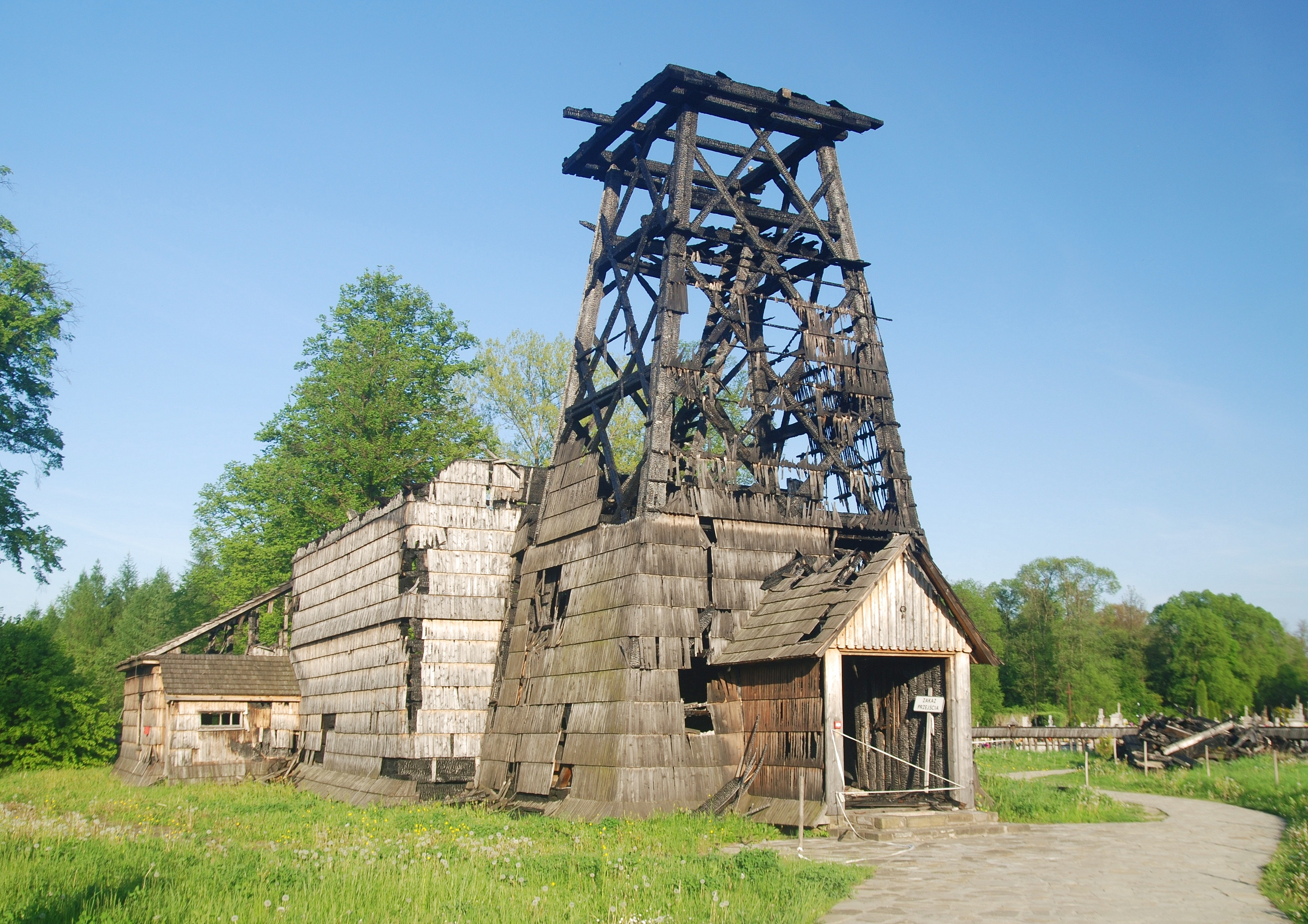
Stan na 18.05.2017
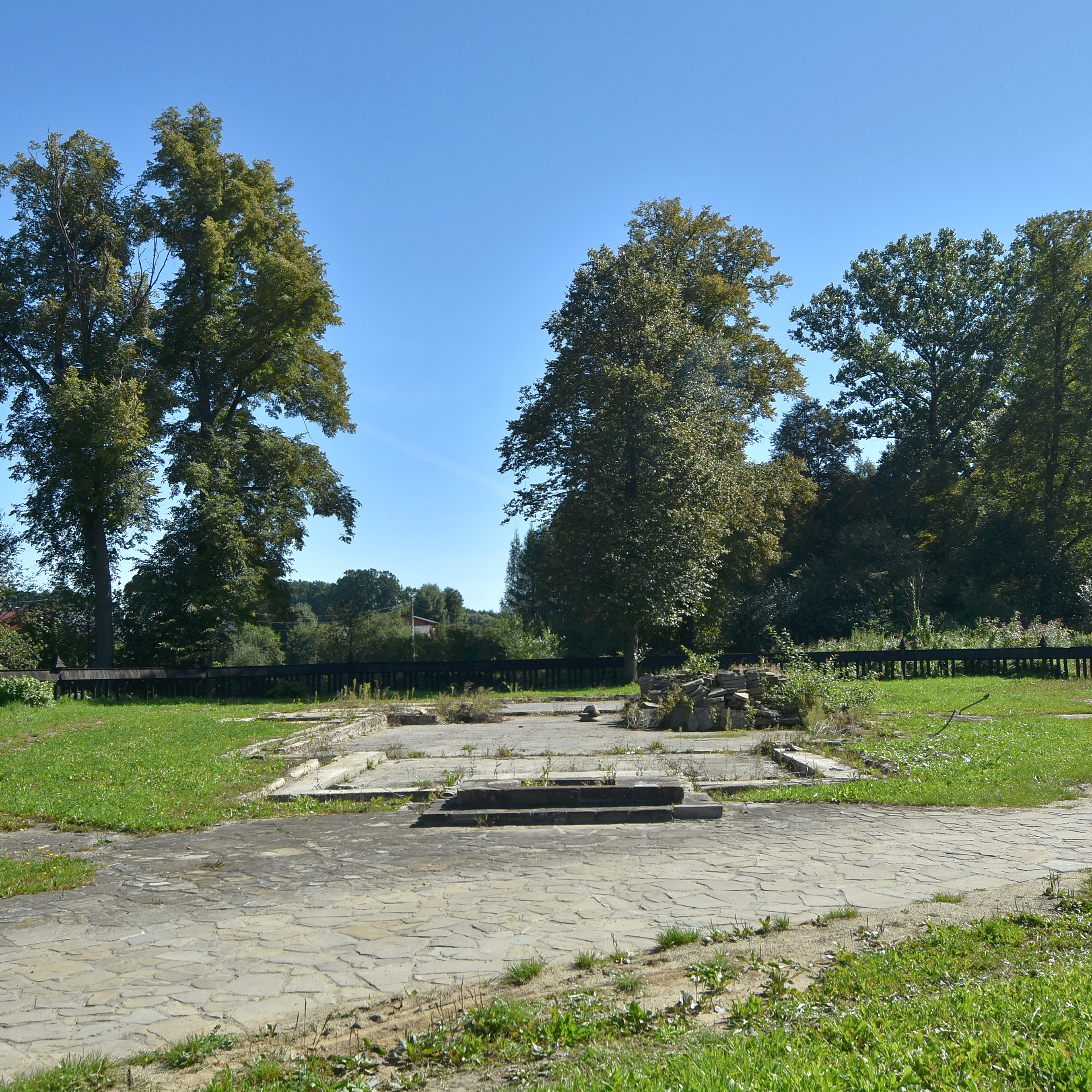
Stan na 06.09.2021